# سهل الحولة

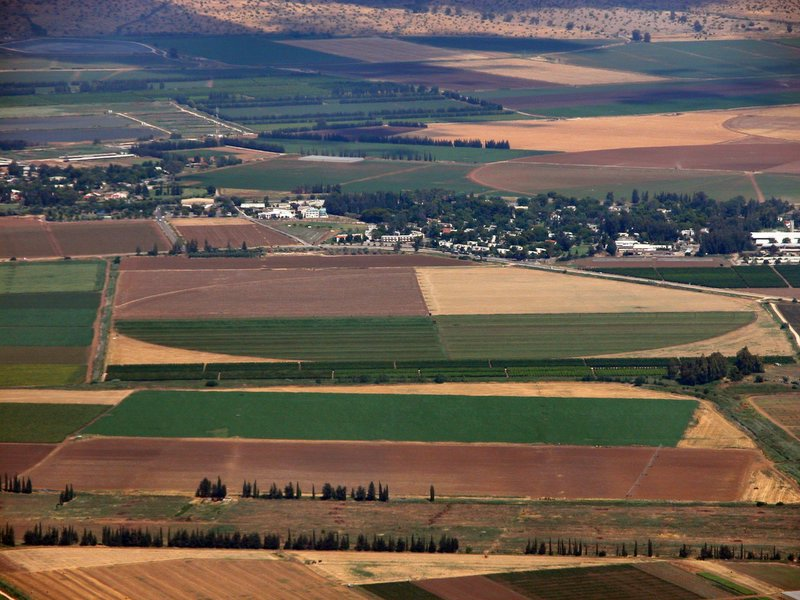
بساتين سهل الحولة

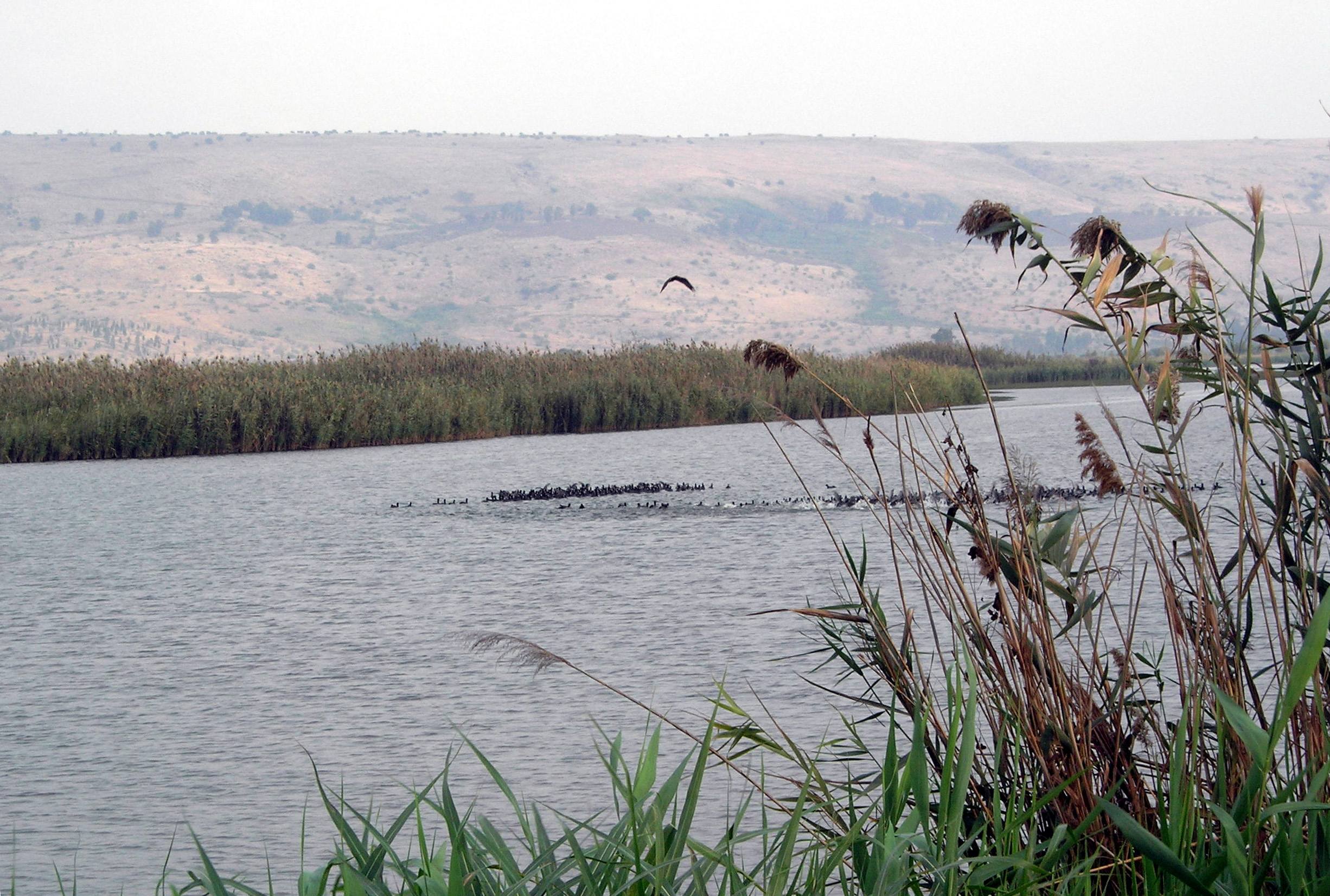
بحيرة الحولة

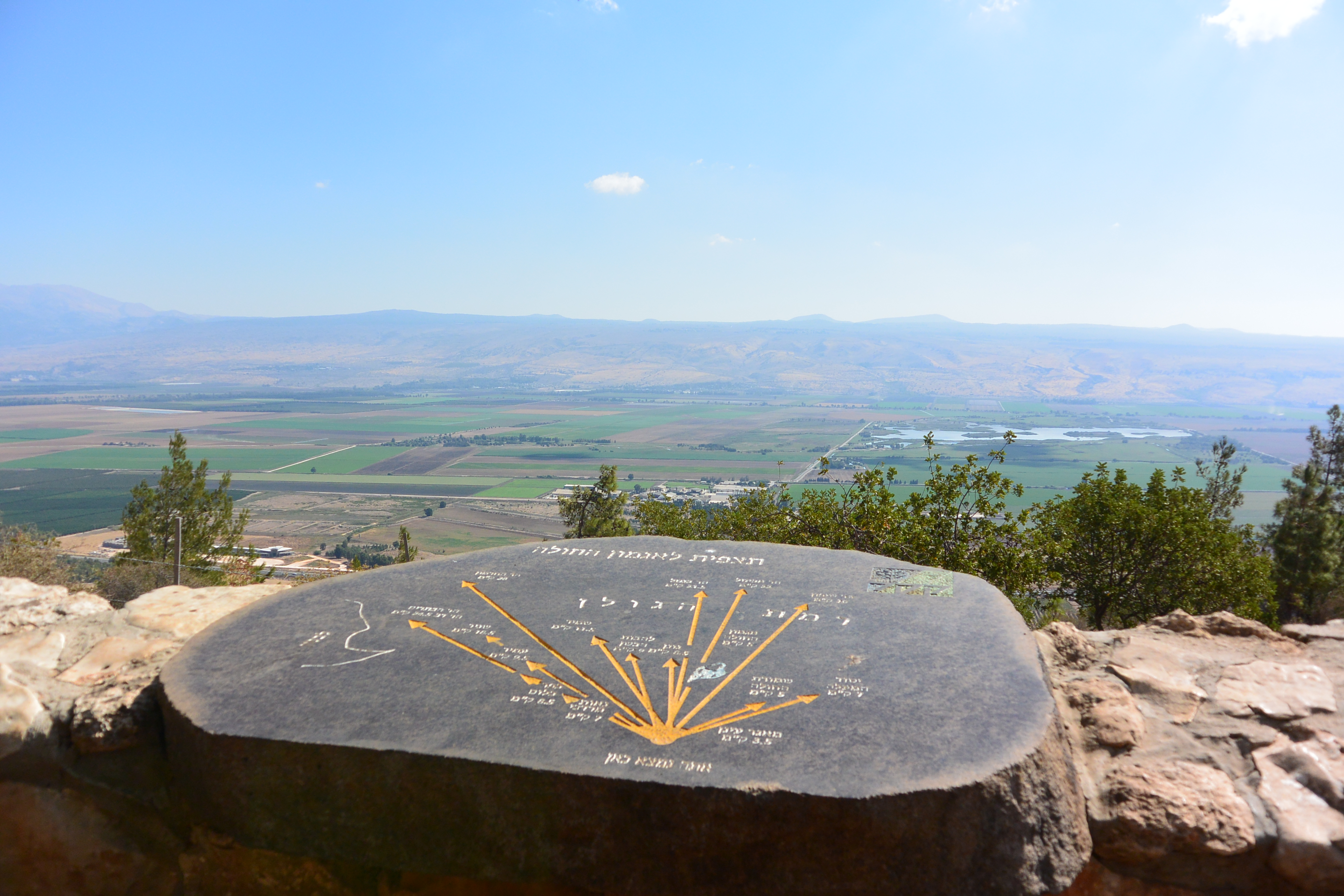
لوحة حجرية تطل سهل الحولة

سهل الحولة هي منطقة زراعية في شمالي فلسطين شهيرة بوفرة مياهها العذبة. ويعد السهل محطة كبرى لاستراحة الطيور المهاجرة على طول الوادي المتصدع الكبير بين إفريقيا وآسيا وأوربا. يمرُّ سنويًّا نحو 500 مليون طائر مهاجر بمتنزَّه بحيرة الحولة.

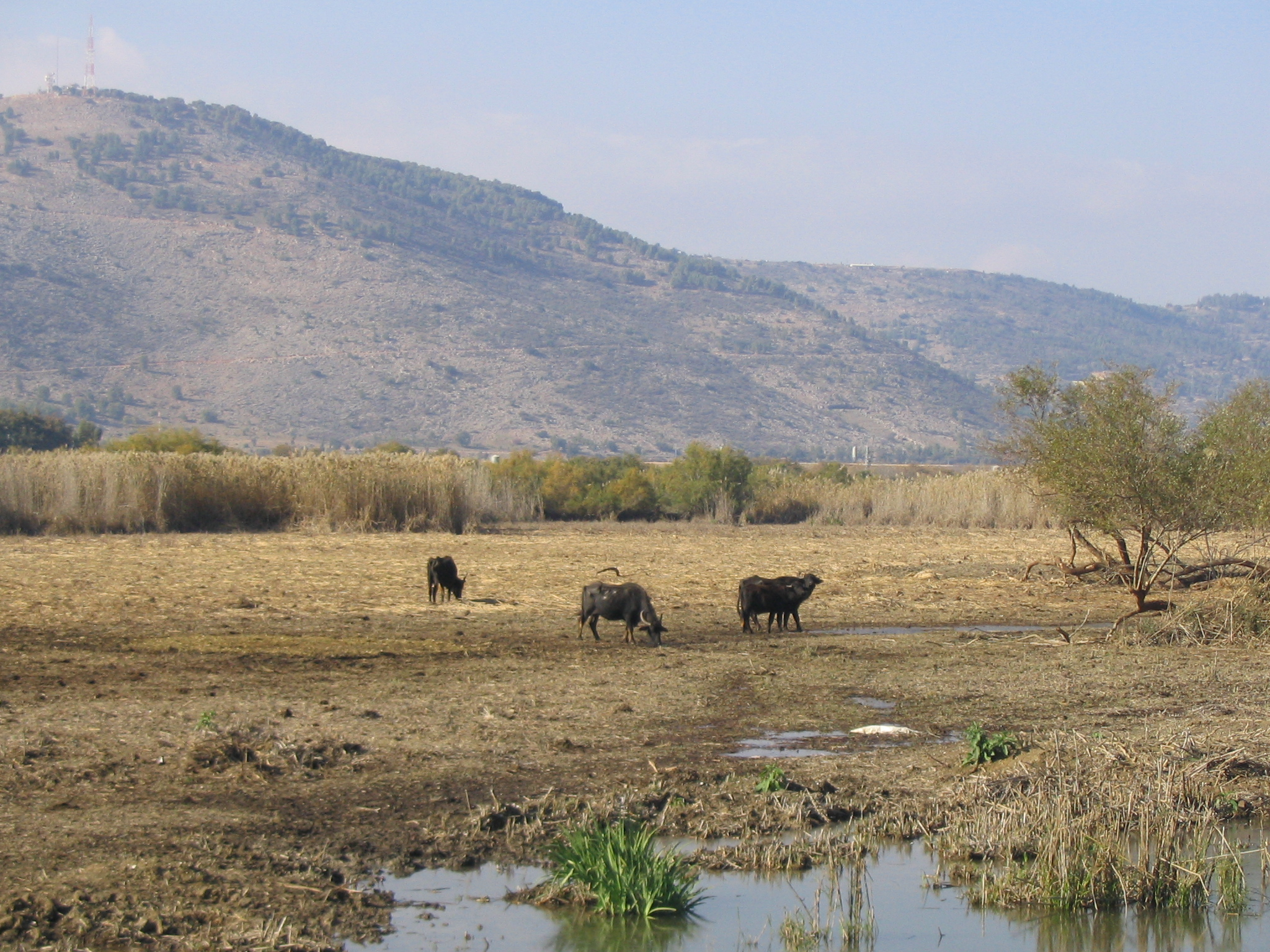
جواميس ترعى مكان بحيرة الحولة المجففة

## بيع أرض سهل الحولة
أعطت الحكومة العثمانية امتيازاً لاستصلاح أراضي مستنقعات الحولة لسليم علي سلام ولما عجز عن تنفيذ الامتياز بدأ سماسرة الصهاينة يتصلون به ويفاوضونه على البيع. وتحت الضغط الصهيوني بيع امتياز الحولة إلى شركة “هاخشرت هايشوب” في فلسطين عام 1934. فيما بعد طردت العائلات العربية من قراها في منطقة الامتياز.
بلغت مساحة الأرض المَبِيعة في الصفقة 165 ألف دونم. ونجم عن هذه البيوع تشريد 15 ألف عربي من سهل الحولة، وتشريد نحو عشرة آلاف آخرين من امتياز الحولة الغربي الذي باعه آل بيهم وآل سرسق.

## قرى سهل الحولة قبل عام 1948
قبل عام النكبة كان في سهل الحولة حوالي ثلاثين قرية فلسطينية: منها خان الدوير، المنشية، الحسينية، كراد البقارة، كراد الغنامة، مزرعة الخوري، خربة ياردا، لزازة، دفنة، الخصاص، الناعمة، المفتخرة، الدوارة، غرابة، ملاحة، عرب الزبيد، تليل، الدردارة، الظاهرية التحتا، منصورة الخيط، مغر الخيط، قباعة، طيطبا، ماروس، هونين، بيسمون، الزوق التحتاني، الزوق الفوقاني، عرب الغوارنة (الخالصة)، الصالحية، الحمرا، خيام الوليد، السنبرية، جاحولا وغيرها.

## التاريخ
شرعت إسرائيل بتنفيذ تجفيف الحولة على ثلاث مراحل بين سنة 1951 وسنة 1957م. قبل تجفيفها في الخمسينيات بلغ طول بحيرة الحولة 5.3 كيلومتر وعرضها 4.4 كيلومتر، مع مساحة تمتد لأكثر من 12–14 كيلومتر مربع.

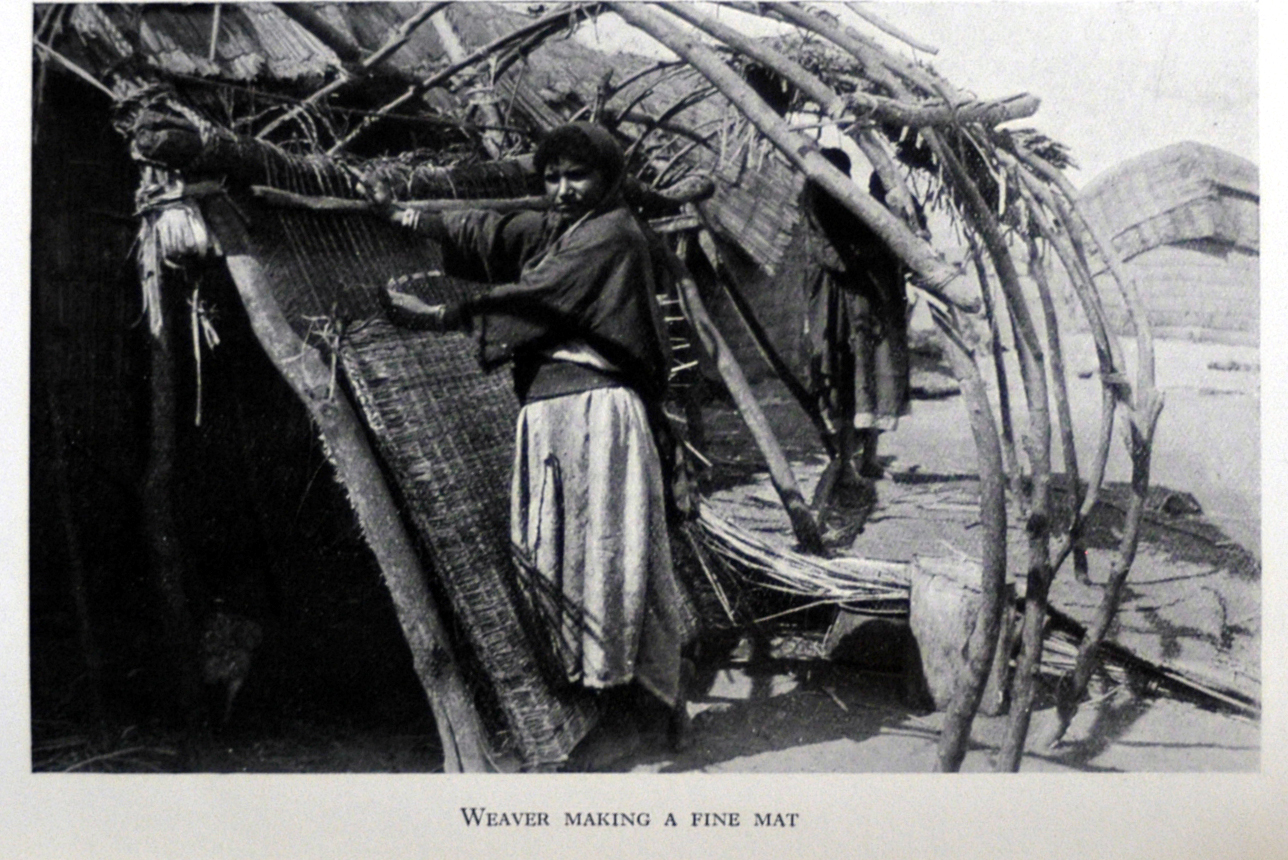
امرأة تنسج حصيرة في الصالحية حوالي عام 1936.

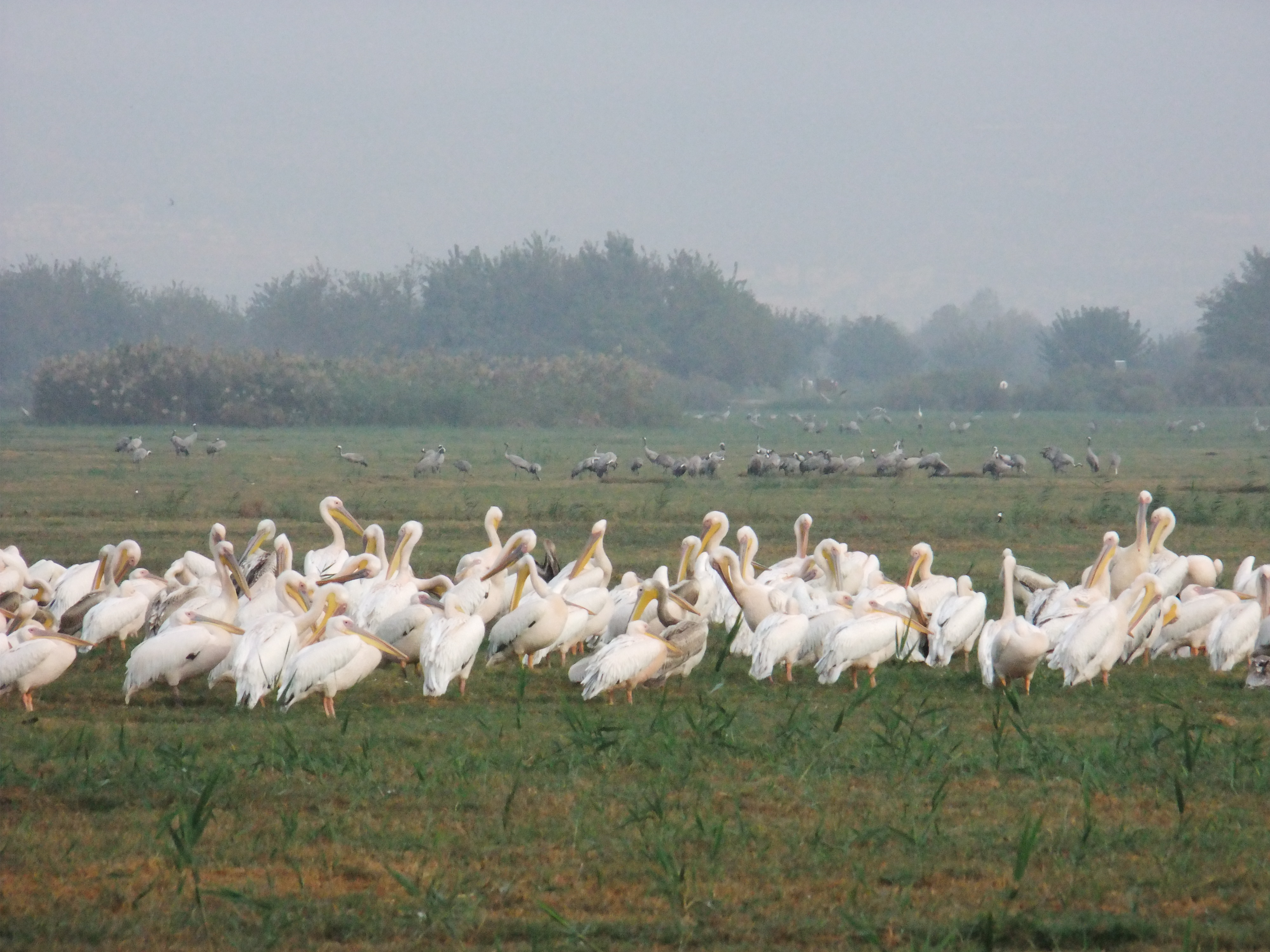
أسراب من الطيور المهاجرة

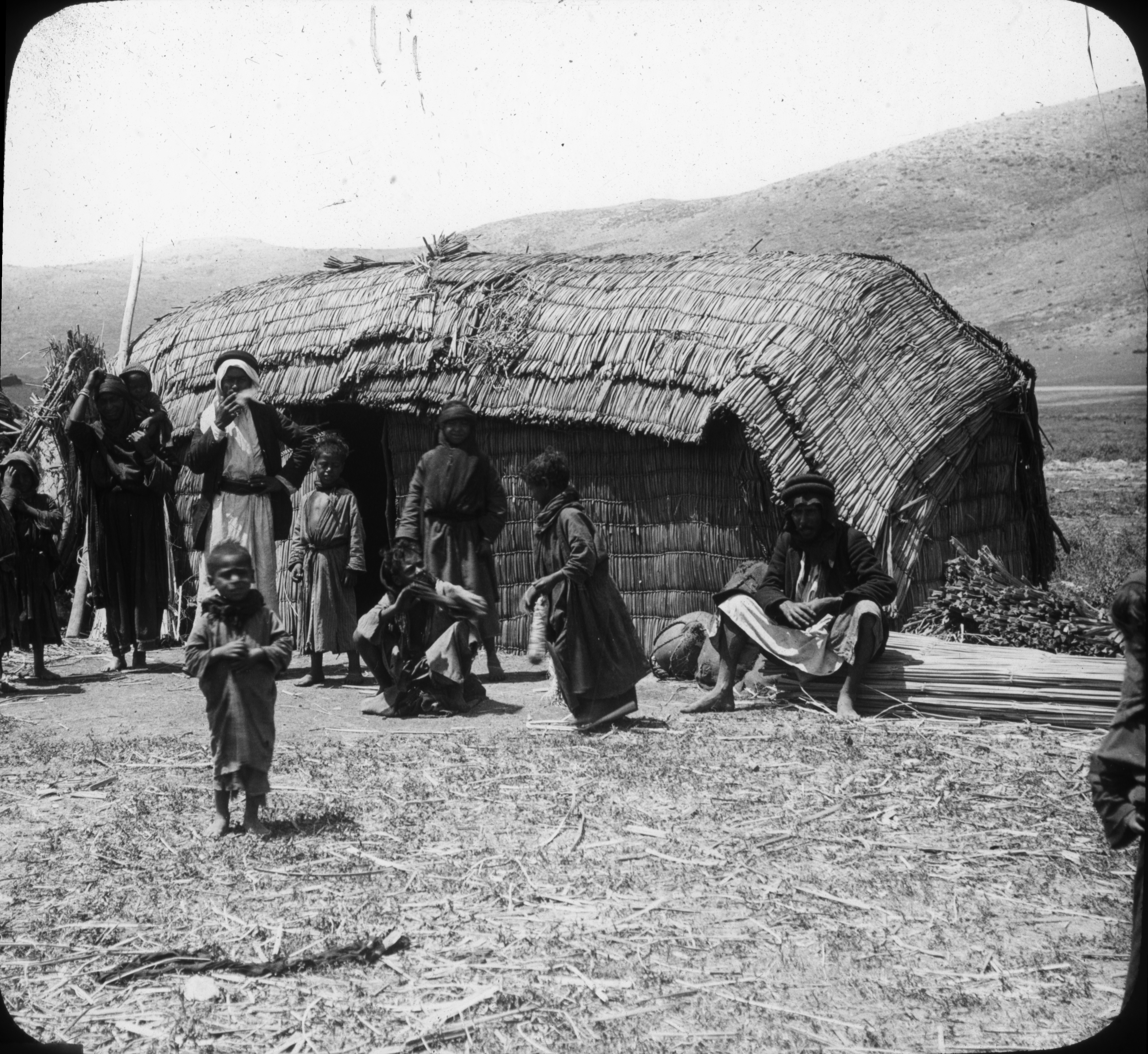
بدو في سهل الحولة بين عامي 1900 و1917

## معرض صور

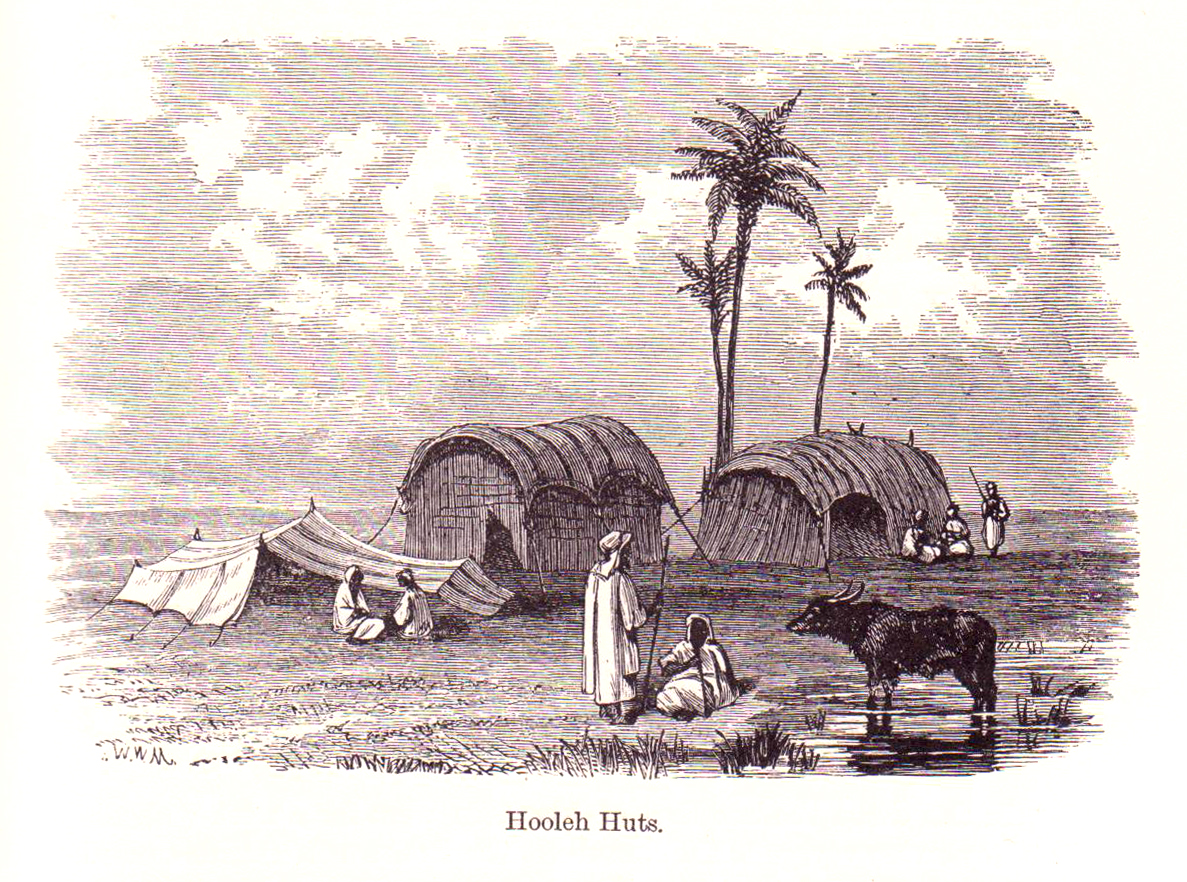
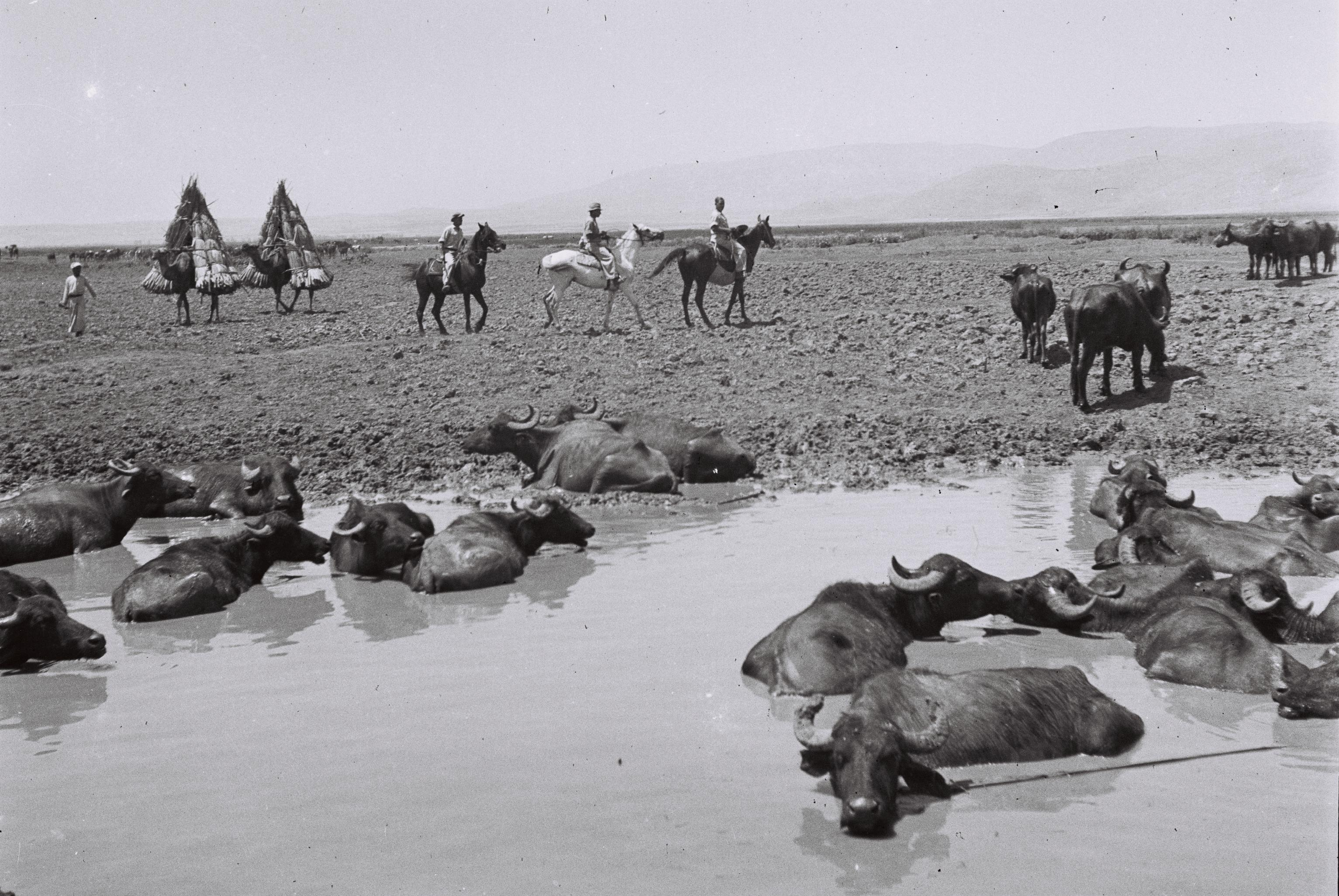
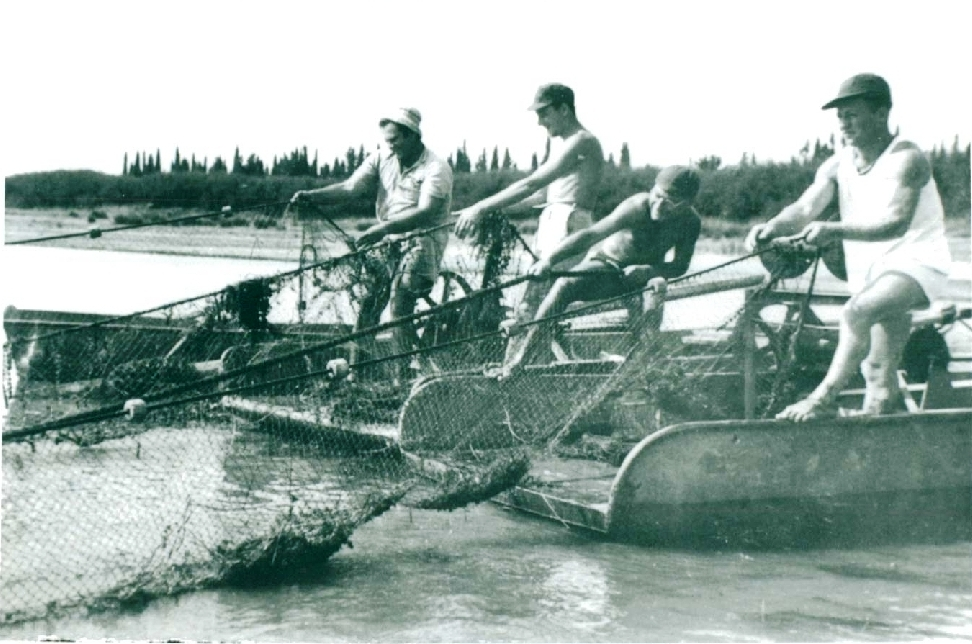
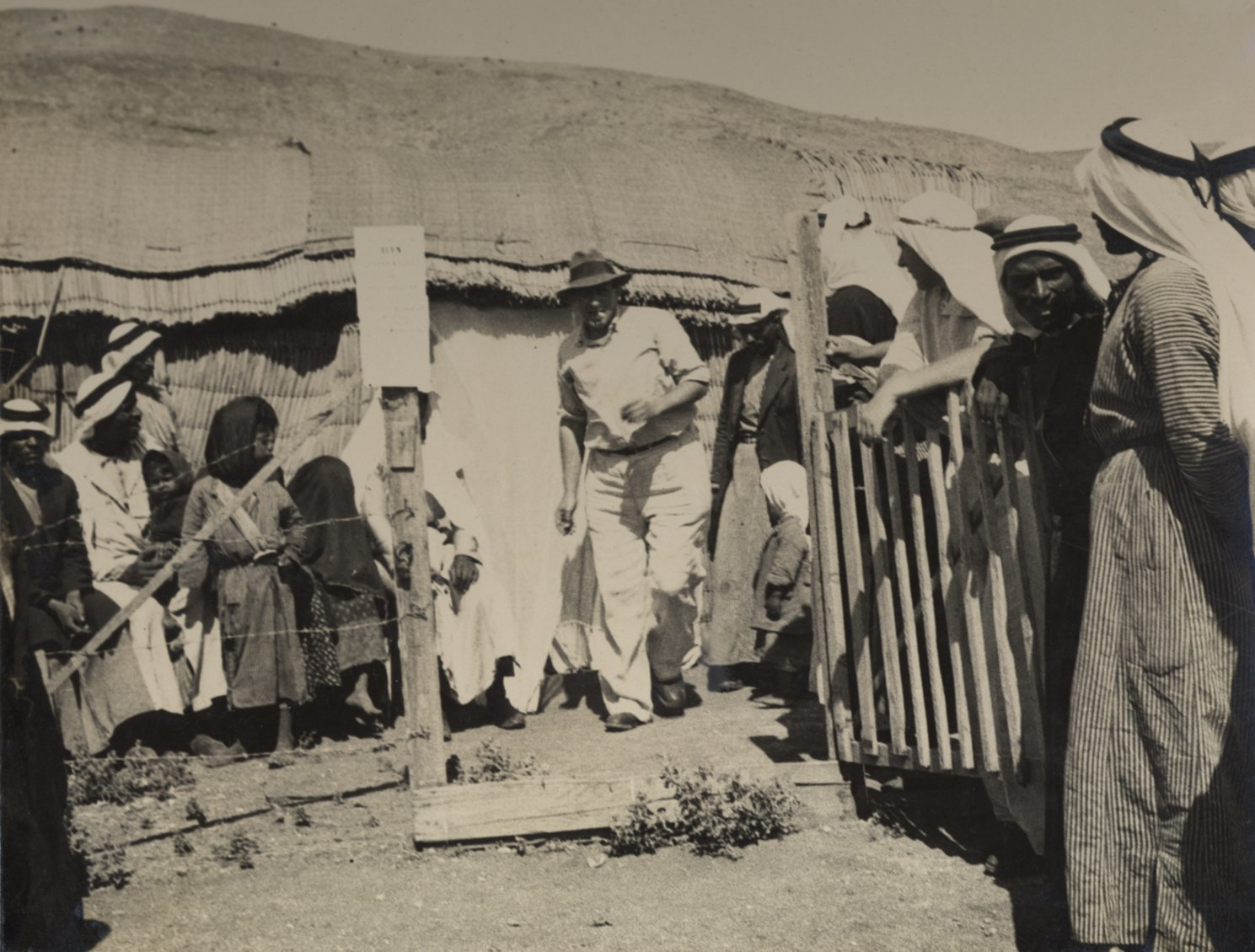